# Yūji Ashimoto
Yūji Ashimoto (jap. 葦本 祐二, Ashimoto Yūji) ist ein ehemaliger japanischer Skispringer.

## Werdegang
Am 20. Dezember 1992 gab Ashimoto sein Debüt im Skisprung-Weltcup. In Sapporo erreichte er dabei mit dem 12. Platz bereits in seinem ersten Springen seine ersten Weltcup-Punkte. Vier Wochen später konnte er in Predazzo beim Springen von der Großschanze seine erste Podiumsplatzierung erreichen. Auch im Teamspringen einen Tag später konnte er diese Platzierung gemeinsam mit Akira Higashi, Masahiko Harada und Noriaki Kasai erreichen.
Zur Saison 1993/94 startete Ashimoto im Skisprung-Continental-Cup. Dabei konnte er mit 70 Punkten den 95. Platz in der Gesamtwertung erreichen. Im Januar 1994 war er noch einmal bei zwei Weltcup-Springen in Sapporo angetreten, blieb dabei jedoch erfolglos. Nach Saisonende beendete Ashimoto seine aktive Skisprungkarriere.